# Płodownica
Płodownica – rzeka w Polsce, prawy dopływ Omulwi o długości 39,63 km. Rzeka jest całkowicie uregulowana.
Płodownica wyznacza granicę obszaru specjalnej ochrony ptaków "Doliny Omulwi i Płodownicy".